# HC Kometa Brno v 1. české hokejové lize 2000/2001
Nový ročník pod novým názvem – ten tentokrát zní 1. ČP liga. Úvod je stejný jako loni – výhra až ve čtvrtém kole. Výher je nakonec sedm, k tomu jedenáct remíz, což znamená jediné – poslední místo po základní části a reálná hrozba baráže. Nadstavba ale znamená takřka zázrak – Kometa doma vítězí čtyřikrát, podléhá jen Šumperku, dalších pět bodů přidá z kluzišť soupeřů a do baráže odsuzuje Ústí a Ytong. Hrozba je tedy na čas odvrácena. Do baráže o extraligu postupuje Chomutov, na Karlovy Vary ale nestačí.

## Zajímavosti
V sezoně sehrála Kometa dva domácí zápasy v nezvyklém prostředí. Utkání 14. kola proti Ústí nad Labem se uskutečnilo na mimořádně úzkém kluzišti ve Vyškově. Zajímavé bylo, že si oba týmy spíš než na rozměry stěžovaly na špatné osvětlení. Ve 27. kole sledovalo 357 diváků zápas s Chomutovem na kryté ledové ploše za základní školou na Úvoze. V Rondu, kde v tom čase zpíval Karel Gott, by se tento počet ztratil, zatímco malý stadion vyprodali.

## Nejlepší 2000 / 2001
| Jméno                             | Počet zápasů | Branky | Nahrávky | Body |
| --------------------------------- | ------------ | ------ | -------- | ---- |
| Základní část + skupina o udržení |              |        |          |      |
| Aleš Skokan                       | 49           | 21     | 10       | 31   |
| Tomáš Karný                       | 50           | 20     | 9        | 29   |
| Jiří Sedláček                     | 48           | 8      | 14       | 22   |
| Marek Moskal                      | 37           | 11     | 9        | 20   |
| Michal Belica                     | 21           | 5      | 12       | 17   |
| Martin Dufek                      | 46           | 4      | 12       | 18   |
| Josef Duchoslav                   | 47           | 8      | 7        | 15   |
| Patrik Weber                      | 26           | 7      | 7        | 14   |
| Lukáš Duba                        | 46           | 4      | 10       | 14   |
| Alexandr Elsner                   | 47           | 7      | 7        | 14   |
| Milan Mikulík                     | 19           | 6      | 6        | 12   |
| Jozef Kohút                       | 14           | 7      | 4        | 11   |

## Základní část
|                           | Počet utkání | Výhry | Remízy | Prohry | Skóre  | Body |
| ------------------------- | ------------ | ----- | ------ | ------ | ------ | ---- |
| Celková bilance 2000/2001 | 40           | 7     | 11     | 22     | 95:134 | 25   |

## HC Slovan Ústí nad Labem
- HC Slovan Ústí nad Labem - Kometa HC Brno  6 : 4 (2 : 2, 2 : 2, 2 : 0)
- Kometa HC Brno  - HC Slovan Ústí nad Labem 4 : 4 (3 : 3, 1 : 1, 0 : 0)
- HC Slovan Ústí nad Labem - Kometa HC Brno  1 : 1 (1 : 0, 0 : 1, 0 : 0)
- Kometa HC Brno  - HC Slovan Ústí nad Labem 7 : 0 (3 : 0, 1 : 0, 3 : 0)

## HC Slezan Opava
- Kometa HC Brno - HC Slezan Opava 1 : 3 (0 : 1, 0 : 2, 1 : 0)
- HC Slezan Opava - Kometa HC Brno 1 : 1 (0 : 1, 0 : 0, 1 : 0)
- Kometa HC Brno - HC Slezan Opava 2 : 4 (0 : 1, 0 : 1, 2 : 2)
- HC Slezan Opava - Kometa HC Brno 2 : 2 (0 : 0, 1 : 1, 1 : 1)

## SK Kadaň
- SK Kadaň - Kometa HC Brno 4 : 2 - (1 : 0, 2 : 0, 1 : 2)
- Kometa HC Brno - SK Kadaň 3 : 3 (1 : 1, 1 : 1, 1 : 1)
- SK Kadaň - Kometa HC Brno 1 : 4 (0 : 2, 1 : 1, 0 : 1)
- Kometa HC Brno - SK Kadaň 5 : 4 (3 : 1, 1 : 3, 1 : 0)

## IHC Písek
- Kometa HC Brno - IHC Písek 4 : 1 (1 : 0, 2 : 0, 1 : 1)
- IHC Písek - Kometa HC Brno 5 : 2 (0 : 1, 3 : 0, 2 : 1)

## HC eD's System Senators Rosice
- HC eD's System Senators Rosice - Kometa HC Brno 2 : 2 (0 : 1, 1 : 1, 1 : 0)
- Kometa HC Brno - HC eD's System Senators Rosice 4 : 1 (2 : 0, 1 : 1, 1 : 0)
- HC eD's System Senators Rosice - Kometa HC Brno 3 : 1 (0 : 0, 2 : 0, 1 : 1)
- Kometa HC Brno - HC eD's System Senators Rosice 3 : 3 (2 : 0, 1 : 0, 0 : 3)

## KLH Chomutov
- KLH Chomutov - Kometa HC Brno 1 : 0 (0 : 0, 1 : 0, 0 : 0)
- Kometa HC Brno - KLH Chomutov 3 : 3 (0 : 1, 2 : 0, 1 : 2)
- Kometa HC Brno - KLH Chomutov 2 : 3 (1 : 0, 0 : 2, 1 : 1)
- KLH Chomutov - Kometa HC Brno 6 : 2 (2 : 1, 2 : 1, 2 : 0)

## HC Berounští Medvědi
- Kometa HC Brno - HC Berounští Medvědi 7 : 2 (2 : 0, 2 : 1, 3 : 1)
- HC Berounští Medvědi - Kometa HC Brno 7 : 2 (2 : 0, 3 : 2, 2 : 0)
- Kometa HC Brno - HC Berounští Medvědi 0 : 5 (0 : 1, 0 : 4, 0 : 0)
- HC Berounští Medvědi - Kometa HC Brno 6 : 3 (2 : 1, 2 : 1, 2 : 1)

## HC Dukla Jihlava
- HC Dukla Jihlava - Kometa HC Brno 4 : 1 (1 : 0, 1 : 1, 2 : 0)
- Kometa HC Brno - HC Dukla Jihlava 2 : 3 (2 : 0, 0 : 2, 0 : 1)

## SK Horácká Slavia Třebíč
- Kometa HC Brno - SK Horácká Slavia Třebíč 5 : 3 (0 : 2, 3 : 1, 2 : 0)
- SK Horácká Slavia Třebíč - Kometa HC Brno 3 : 0 (3 : 0, 0 : 0, 0 : 0)
- SK Horácká Slavia Třebíč - Kometa HC Brno 4 : 4 (1 : 1, 1 : 1, 2 : 2)
- Kometa HC Brno - SK Horácká Slavia Třebíč 1 : 3 (0 : 0, 1 : 1, 0 : 2)

## HC Prostějov
- HC Prostějov - Kometa HC Brno 3 : 1 (1 : 0, 1 : 1, 1 : 0)
- Kometa HC Brno - HC Prostějov 1 : 4 (0 : 1, 0 : 0, 1 : 3)

## Bílí Tygři Liberec
- Kometa HC Brno - Bílí Tygři Liberec 1 : 5 (1 : 2, 0 : 1, 0 : 2)
- Bílí Tygři Liberec - Kometa HC Brno 4 : 0 (0 : 0, 3 : 0, 0 : 0)

## HC Ytong Brno
- HC Ytong Brno – Kometa HC Brno 3 : 2 (2 : 2, 1 : 0, 0 : 0)
- Kometa HC Brno - HC Ytong Brno 4 : 3 (1 : 0, 1 : 2, 2 : 1)
- Kometa HC Brno - HC Ytong Brno 3 : 3 (1 : 0, 1 : 2, 1 : 1)
- HC Ytong Brno – Kometa HC Brno 3 : 2 (1 : 0, 1 : 1, 1 : 1)

## HC Papíroví Draci Šumperk
- Kometa HC Brno - HC Papíroví Draci Šumperk 5 : 3 (0 : 0, 2 : 1, 3 : 2)
- HC Papíroví Draci Šumperk - Kometa HC Brno 3 : 3 (1 : 1, 1 : 1, 1 : 1)

## Skupina o udržení

### SK Kadaň
- SK Kadaň - Kometa HC Brno 1 : 4 - (0 : 2, 1 : 1, 0 : 1)
- Kometa HC Brno - SK Kadaň 5 : 4 (3 : 1, 1 : 3, 1 : 0)

### HC Slezan Opava
- HC Slezan Opava - Kometa HC Brno 3 : 0 (0 : 0, 0 : 0, 3 : 0)
- Kometa HC Brno - HC Slezan Opava 6 : 0 (1 : 0, 3 : 0, 2 : 0)

### HC Ytong Brno
- Kometa HC Brno - HC Ytong Brno 2 : 1 (0 : 0, 0 : 1, 2 : 0)
- HC Ytong Brno – Kometa HC Brno 3 : 6 (1 : 1, 1 : 1, 1 : 3)

### HC Papíroví Draci Šumperk
- HC Papíroví Draci Šumperk - Kometa HC Brno 2 : 2 (1 : 0, 1 : 1, 0 : 1)
- Kometa HC Brno - HC Papíroví Draci Šumperk 4 : 8 (2 : 2, 0 : 2, 2 : 4)

### HC Slovan Ústí nad Labem
- Kometa HC Brno  - HC Slovan Ústí nad Labem 7 : 0 (3 : 0, 1 : 0, 3 : 0)
- HC Slovan Ústí nad Labem - Kometa HC Brno  4 : 2 (0 : 0, 2 : 1, 2 : 1)

| Poř. | Tým                      | Z  | V  | R  | P  | VG  | OG  | B  |
| ---- | ------------------------ | -- | -- | -- | -- | --- | --- | -- |
| 9.   | HC Slezan Opava          | 50 | 20 | 6  | 24 | 135 | 152 | 46 |
| 10.  | SK Kadaň                 | 50 | 19 | 8  | 23 | 139 | 165 | 46 |
| 11.  | HC Holba Draci Šumperk   | 50 | 17 | 10 | 23 | 154 | 159 | 44 |
| 12.  | HC Kometa Brno           | 50 | 13 | 12 | 25 | 132 | 160 | 38 |
| 13.  | HC Slovan Ústí nad Labem | 50 | 15 | 8  | 27 | 127 | 163 | 38 |
| 14.  | HC Ytong Brno            | 50 | 12 | 11 | 27 | 122 | 152 | 35 |

- Do skupiny o udržení se započítávaly i všechny výsledky ze základní části.
- Týmy Ústí nad Labem a Ytongu Brno musely svoji prvoligovou příslušnost hájit v baráži.

## Hráli za Kometu
- Brankáři Marek Novotný • Marek Kleniar • Martin Vrba • Petr Jež • Lukáš Čábelka
- Obránci Alexandr Elsner • Richard Kučírek • Tomáš Zeman • Vladimír Hartinger • Lukáš Krajíček • Karel Tureček • Jiří David • Michal Reiff • Milan Karlíček • Petr Kašaj • Kamil Dřímal
- Útočníci Aleš Skokan • Tomáš Karný • Jiří Sedláček • Marek Moskal • Michal Belica • Martin Dufek • Josef Duchoslav • Patrik Weber • Lukáš Duba • Milan Mikulík • Jozef Kohút • Miroslav Točík • Tomáš Meixner • Ondřej Vošta • Michal Herzig • Martin Peslar • Stanislav Barda • Václav Benda • Jan Mička • Tomáš Martenek • Lukáš Fiala • Pavel Vaněček • Jakub Havel